# Sebastiano Vaschetto
Sebastiano Vaschetto (Caselle Torinese, 3 maggio 1918 – Santena, 18 febbraio 2005) è stato un calciatore italiano, di ruolo centrocampista.

## Carriera
Centrocampista centrale, disputò due stagioni in Serie A: nel 1937-1938, con il Bari, giocò 3 partite senza segnare e nel 1947-1948, con la Salernitana, in 32 gare segnò 6 reti.

## Palmarès

### Competizioni nazionali
- Campionato italiano di Serie B: 1

Salernitana:  1946-1947
- Serie C: 1

Cuneo: 1941-1942